# Legio Maria
Legio Maria (lat., „Legion Maria“) ist eine neue religiöse Bewegung unter den Luo, einer Ethnie in Westkenia. Die religiöse Bewegung nimmt Riten der Luo in eine christliche Grundstruktur auf. Sie ist eine Art synkretisch-ethnisch-christlicher Kult, welche sich ursprünglich nur in Luoland durchsetzen konnte, sich jedoch bis heute weit in Ostafrika ausbreiten konnte. Sie entstand durch ein Schisma aus der römisch-katholischen Kirche, rief einen eigenen Papst aus und behauptete von sich, die römisch-katholische Kirche als „wahre“ Kirche Jesu Christi ersetzt zu haben. Aufgrund des Absolutheitsanspruches sowie der Vergöttlichungen und Anbetungen von lebenden Personen als Jesus oder Jungfrau Maria gilt Legio Maria als neureligiöse Gemeinschaft. Momentaner Glaubensführer ist Papst Raphael Titus Otieno.

## Geschichte
Die Legio Maria wurde von zwei römisch-katholischen Katecheten in der Diözese Kisii im westlichen Kenia gegründet. 1962 trennte sich Blasio Simeo Malkio Ondetto – bekannt als „Baba Messiah“ (deutsch: Vater Messias), „Black Messiah“ (deutsch: Schwarzer Messias) oder „Black Jesus“ (deutsch: Schwarzer Jesus) – mit 90.000 Anhängern von der römisch-katholischen-Kirche. Gaudencia Aoko, die Frau „zu seiner Linken“, war bekannt als „Mother Maria“ und wird heute auch als Mutter Gottes verehrt. Beide wurden in den 1960er Jahren von der römisch-katholischen Kirche exkommuniziert.

## Verbreitung
Die Legio Maria findet heute in allen drei Ländern Ostafrikas (Kenia, Tansania, Uganda) und darüber hinaus Gläubige. Zur Zeit der Abspaltung 1962 durch Ondetto zählte sie 90.000 Anhänger. Bis 1980 erhöhte sich diese Zahl auf 248.000. Zu Beginn des 21. Jahrhunderts wird die Anzahl der Mitglieder auf über 3 Millionen geschätzt.

## Got Kwer
Das Legio-Maria-Hauptquartier und Zentrum der Ausbreitung ist das Dorf Got Kwer. Dieses Dorf mit etwa 600 Einwohnern ist ungefähr 15 Kilometer von der südwestkenianischen Großstadt Migori entfernt. Hier befinden sich die Heimstätte der alten Familie Ondettos wie auch das Grab des „Messias“ selbst, welches als ein langer, mit Tuch überzogener Sockel sichtbar ist und mit einer Vielzahl von Devotionalien umstreut ist.

## Päpste
Baba Messiah wurde, trotz seiner eigentlichen Stellung als Papst, praktisch als Gott angesehen. Bis heute sind drei Päpste in seiner Sukzession gefolgt:
- Papst Timothy Blasio Ahitilia (1991–1998)
- Papst Maria Pius Lawrence Chiaji Adera (1998–2004)
- Papst Raphael Titus Otieno (2004 bis heute)

## Andere heilige Stätten
Kit-Mikayi, eine Felsenformation etwa 29 Kilometer von Kisumu, wurde eine populäre Pilgerstätte für Angehörige der Legio Maria, die zum Felsen kommen, um zu beten und um zu einem bestimmten Zeitpunkt mehrere Wochen zu fasten.